# (9888) 1995 CD
A (9888) 1995 CD a Naprendszer kisbolygóövében található aszteroida. Kobajasi Takao fedezte fel 1995. február 1-jén.